# ゆめタウン筑紫野
ゆめタウン筑紫野（ゆめタウンちくしの）は、1996年（平成8年）3月19日に開業した福岡県筑紫野市にある株式会社イズミのショッピングセンターである。

## 概要
九州地方のゆめタウンとしてはゆめタウン遠賀に次いで2番目に開業した。1998年度はイズミの店舗の中で売上高トップを達成している（1999年度以降はゆめタウン高松がトップ）。国道3号（福岡南バイパス）・県道福岡筑紫野線・県道福岡日田線（朝倉街道）の交差点である針摺交差点脇に立地する。
2008年12月5日に開業した競合店イオンモール筑紫野は針摺交差点から福岡県道31号福岡筑紫野線を西へ約1km進んだ地点にある。

## 主なテナント

### 本館1階
- 大阪王将
- ミスタードーナツ
- ひよ子
- さかえ屋
- メガネのタナカ
- ソフトバンクショップ
- auショップ
- 宝くじコーナー
- 西日本シティ銀行（いつでもプラザ）
- アフラックサービスショップ

### 本館2階
- アカチャンホンポ
- 積文館書店
- Right-on
- ABCマート
- seria
- Honeys

### 新館
- ニトリ
- ベスト電器
- ホームセンターサンコー→ダイキ→DCMダイキ→ホームセンターコーナン

## ATMコーナー
- 福岡銀行
- 西日本シティ銀行
- ゆうちょ銀行
- 共同コーナー（筑邦銀行・福岡中央銀行・佐賀銀行）
- セブン銀行

## 交通アクセス
- 西鉄天神大牟田線朝倉街道駅より徒歩8分。
- JR九州鹿児島本線天拝山駅より徒歩10分。
- 博多バスターミナルより西鉄バス二日市400系統 針摺東バス停より徒歩1分